# NGC 5082
NGC 5082 este o galaxie lenticulară situată în constelația Centaurul. A fost descoperită în 3 iunie 1834 de către John Herschel. Se află la o distanță de 60,97 de megaparseci de Pământ.